# Parque nacional Alerce Andino
El Parque Nacional Alerce Andino es un área natural protegida en Chile, situada en la región de Los Lagos, a unos 46 km de la ciudad de Puerto Montt.

Forma parte de la Reserva de la Biósfera Bosques Templados Lluviosos de los Andes Australes.

## Descripción

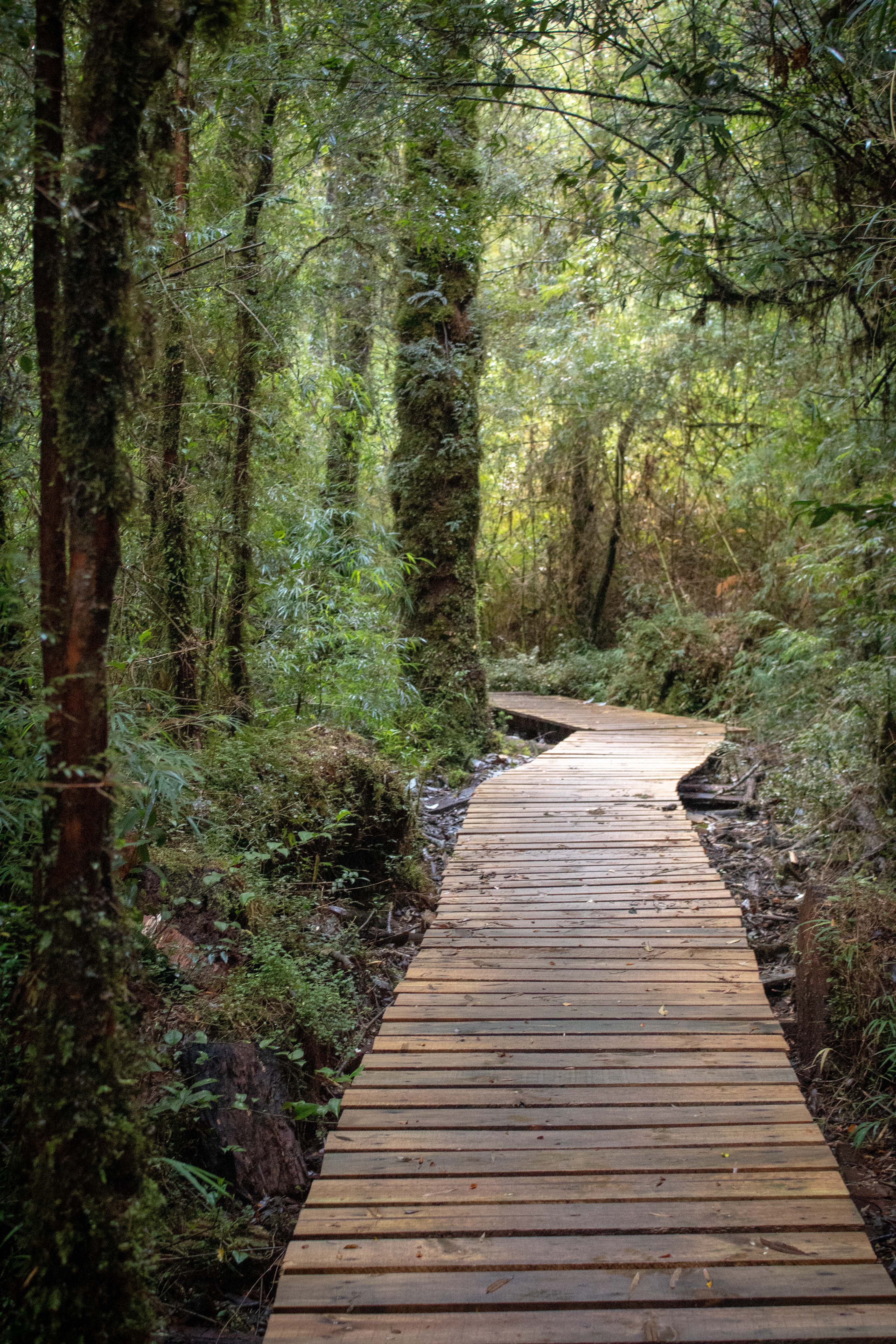
Sendero al Rodal en el parque nacional Alerce Andino.

El parque se caracteriza por la gran presencia de alerces, los que alcanzan una altura superior a 40 metros, y cubren un área aproximada de unas 20 000 hectáreas, además el parque cuenta con más de cincuenta lagunas y charcos naturales.
El área protegida también alberga gran cantidad de fauna, entre la que se encuentra el pudú, el monito del monte, pumas, güiñas, chingues etc.

## Visitantes

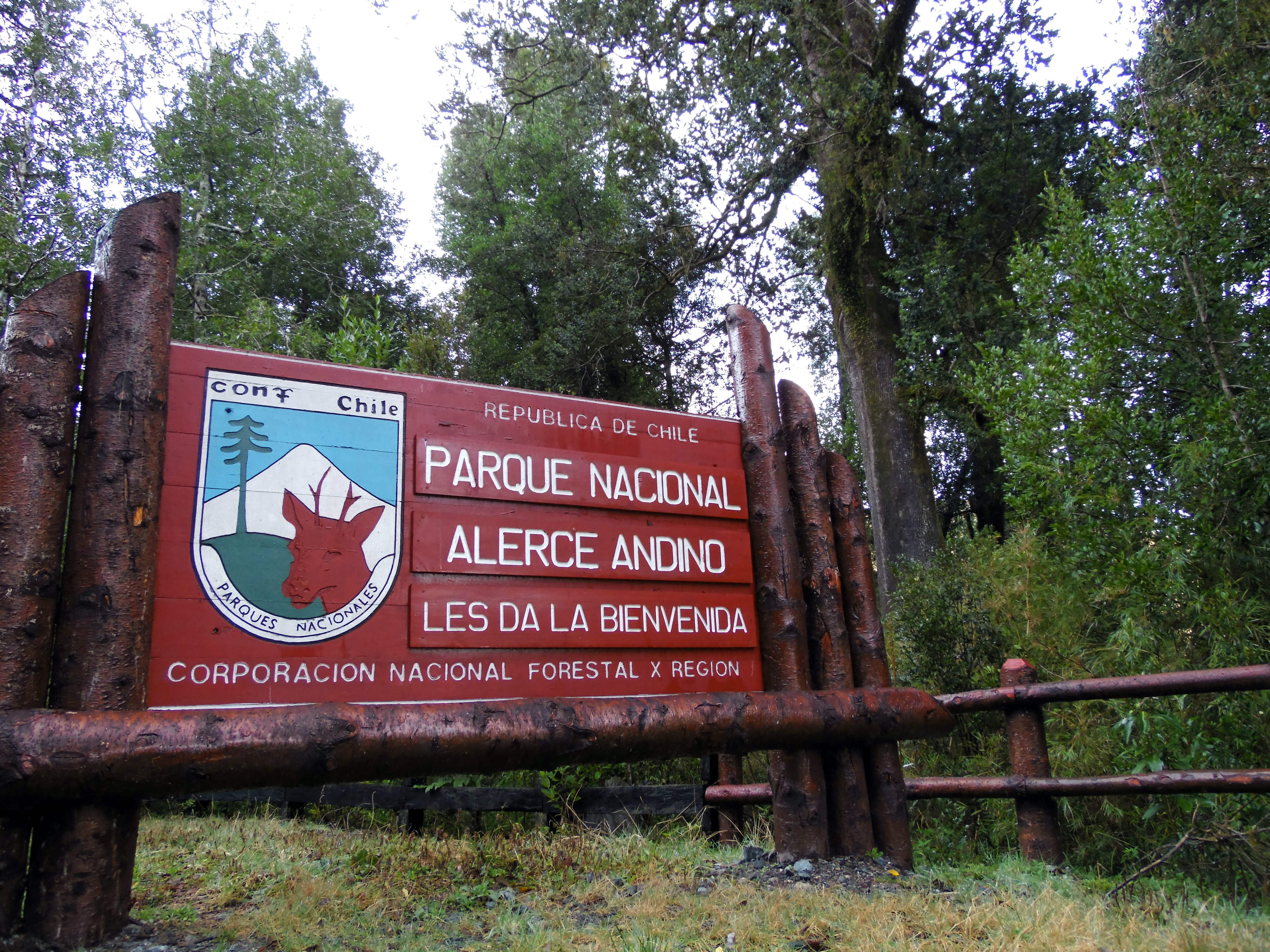
Bienvenida a visitantes en el parque nacional Alerce Andino.

Este parque recibe visitantes chilenos y extranjeros cada año.
| Año         | 2012   | 2013   | 2014   | 2015   | 2016   | 2017   | 2018   | 2019   | 2020   | 2021   | 2022   | 2023   | 2024   |
| ----------- | ------ | ------ | ------ | ------ | ------ | ------ | ------ | ------ | ------ | ------ | ------ | ------ | ------ |
| chilenos    | 10.369 | 13.436 | 14.208 | 17.345 | 23.211 | 24.140 | 31.613 | 33.574 | 19.826 | 31.006 | 47.342 | 43.753 | 46.679 |
| extranjeros | 1.820  | 2.292  | 2.375  | 2.920  | 3.421  | 3.782  | 4.017  | 4.114  | 1.578  | 97     | 1.330  | 3.408  | 3.214  |
| Total       | 12.189 | 15.728 | 16.583 | 20.265 | 26.632 | 27.922 | 35.630 | 37.688 | 21.404 | 31.103 | 48.672 | 47.161 | 49.893 |